# Фонс Тромпенарс
Алфонсус (Фонс) Тромпенаарс (на френски: Fons Trompenaars) е нидерландски организационен теоретик, консултант в областта на мениджмънта и автор в сферата на междукултурната комуникация. Известен е с развитието на Модел на различията между националните култури на Тромпенаарс (Trompenaars' model of national culture differences).

## Биография
Фонс Тромпенаарс е роден в семейството на французойка и холандец, което създава предпоставки за опознаването на междукултурните различия от самото му раждане. Израстването в тази среда му помага и по времето, когато учи в Амстердамския свободен университет и през 1979 г. получава магистърска степен по икономика. През 1983 г. получава докторска степен от Бизнес училище „Уортън“ към Пенсилванския университет, с дисертация върху културните различия в различните организации (The Organization of Meaning and the Meaning of Organization.).

## Кариера
През 1981 г. започва работа в отдел „Човешки ресурси“ на Роял Дъч Шел и помага за категоризирането на работните позиции и развитието на мениджмънта. По време на престоя си там получава възможността да работи в 9 различни държави. През 1989 г. заедно с Чарлз Хампдън-Търнър създава и управлява консултантска компания, наречена Център за международни бизнес изучавания, която работи с компании като BP, Philips, IBM, Heineken, AMD, Mars, Motorola, General Motors, Merrill Lynch, Johnson & Johnson, Pfizer, ABN AMRO, ING, PepsiCo, Honeywell. Заедно с бизнес партньора си създават междукултурна база данни, описвайки вижданията на 70 000 мениджъри по целия свят, което прераства в реализирането на книги като „Да се носиш по вълните на културата“. По-късно трудовете на Тромпенаарс вече се простират отвъд разбирането на културните различия на световния пазар и целят да опишат начините, по които лидерите могат да извлекат полза именно от тези различия. В книгата „21 лидери на 21 век“ (21 Leaders for the 21st Century) той надгражда идеята за лидерството и включва като важен фактор способността един лидер да разрешава конкуриращи се културни дилеми.
Един от последните му проекти, наречен „10 златни дилеми“ (Ten Golden Dilemmas), има за цел да намери нов начин за оценка на силата на компанията, което се простира отвъд възвръщаемостта от инвестициите, обръщайки внимание на създаването на богатство и оценка на това колко ефективно компаниите разрешават проблеми, свързани с културните различия.
През 1998 г. компанията му е купена от KPMG и преименувана на Тромпенаарс-Хампдън-Търнър..

### Заемани позиции
- Съдиректор на Servant-Leadership Centre for Research and Education (SLCRE) и Свободния университет в Амстердам
- Член на консултативния съвет на Уебстър Юнивърсити в Лайден (Webster University Leiden)
- Съветник на Център по транскултурни науки към Темасек Политекник, Сингапур
- Международен директор в Международно дружество за организационно развитие
- Член на академичния състав на Световния институт развитие на лидерските умения
- Жури на наградата „Фонс Тромпенаарс“ за иновации и креативност към Австралийския институт за човешки ресурси

## Научни трудове

### Модел на различията между националните култури на Тромпенаарс
Моделът на Тромпеенарс за националните културни различия представлява рамка на междукултурната комуникация в бизнеса и мениджмънта.
Той е разработен от Фонс Тромпенаарс и Чарлз Хампдън-Търнър и се състои от 7 измерения:
1. Универсализъм срещу партикуларизъм (Кое е по-важно – правилата или взаимоотношенията?)
2. Индивидуализъм срещу колективизъм (Функционираме като група или функционираме като индивиди?)
3. Неутрални срещу афективни (Показваме ли емоциите си?)
4. Специфичност срещу дифузност (Колко разграничаваме личния живот от този на работното място?)
5. Постижение срещу приписване (Трябва ли да се доказваме, за да получим статус или той вече ни е приписан?)
6. Монохромни срещу полихромни (Дали извършваме действия едно по едно или няколко наведнъж?)
7. Вътрешна ориентация срещу външна ориентация (Дали контролираме заобикалящата ни среда или тя контролира нас?)

Според него културата е начинът, по който група от хора постъпва, за да се справя със задачите си и да решава проблемите си.
От трите основни фактора – взаимовръзка с хората наоколо, времето и околната среда, той извежда седем основни измерения на културата.
Чрез определението си за култура той има предвид организационни и национални култури.

## Седемте измерения на културата според Фонс Тромпенаарс[6]

### Човешки взаимоотношения

#### Универсалистични срещу партикуларистични култури
Представителите на универсалистичните култури смятат, че общите правила, ценности и стандарти са много по-важни от нуждите, исканията и взаимоотношенията.
От друга страна, в партикуларистичните култури представителите смятат, че човешките взаимоотношения са по-важни от установените правила. Те не стоят против правилата, а просто целят да се покаже, че всеки може да разчита на приятелите и близките си. Човешкият фактор е поставен над установените правила.

#### Индивидуалистични срещу колективистични култури
Представителите на индивидуалистичните култури поставят личността над обществото, което определено е обратното на колективистичните общества. В първия случай хората са индивидуалисти, те могат да вземат решения, могат да се грижат за себе си и семействата си, сами.
Във втория случай хората са отговорни за доброто функциониране на обществото и представляват неговия образ, като фактор за неговото здраве е степента на участието им в неговото развитие.

#### Неутрални срещу афективни култури
Представителите на афективните култури могат да показват своите емоции и чувства. Те не трябва да ги крият вътре в себе си и затова понякога представител на афективна култура разчита дори малко явни сигнали изпратени от идващия от неутрална култура.
Представителите на неутралните култури смятат, че не е редно да показваш емоциите и чувствата си дори и в момента на тяхната поява. Те ги показват контролирано и сдържано и до определена степен. Възможно е да тълкуват сигналите идващи от афективни култури като превъзбудени и прекалено водени от емоцията.

#### Специфични срещу дифузни култури
Представителите на специфичните култури винаги започват анализирането на малките детайли и специфичните елементи, за да ги сглобят и да достигнат до крайната идея. Те се концентрират върху факти, установени стандарти и договори.
От друга страна, представителите на дифузните култури започват анализирането на цялото и после го разделят на отделни фрагменти. Всъщност, връзката между елементите е по-важна от самите елементи.

#### Ориентирани към постиженията срещу ориентирани към приписването култури
Това културно измерение е подобно на измерението „Властово разстояние“ при Хеерт Хофстеде.
В културите вземащи предвид постиженията, представителите уважават своите колеги на база предишна проява на знание и предишни постижения. За тях титлата не е от голямо значение.
При тези, приписващи статус, представителите използват своите титли и уважават този, който стои по-високо от тях в йерархията.

### Времева ориентация
Тромпенаарс показва, че значението на миналото, сегашното и бъдещето е различно в различните култури. Например представителите на културите, ориентирани към миналото, уважават възрастните и са сравнително традиционалисти, докато представителите на култури, ориентирани към бъдещето, обичат да обсъждат потенциално постигане на бъдеща цел.
Съществува и второ разделение на културите, най-вероятно благодарение на времевата ориентация, което сравнява монохромните и полихромните култури. Това измерение се свързва с разпределянето на задачи във времето в конкретната култура.

#### Монохромни срещу полихромни култури
Представителите на монохромен тип култури са склонни да вършат една дейност, следвайки конкретен план, докато представителите на полихромната култура могат да изпълняват много задачи и да извършват много дейности по едно и също време, като изпълнението може да търпи промени.

### Околна среда

#### Култури с вътрешна ориентация срещу култури с външна ориентация
Това последно измерение набляга на факта, че някои култури смятат, че те контролират заобикалящата ги среда, а други, че тя ги контролира.
В културите, ориентирани навътре, например САЩ, представителите вярват, че всичко, което им се случва, е в резултат на изцяло техни действия. Много азиатски страни са ориентирани навън и заобикалящата ги среда оформя тяхната съдба. Това е в резултат на това, че не вярват в контрола върху собствените си съдби, често ориентираните навън представители се адаптират към независещи от тях обстоятелства.

## Признание и награди
- 1999 г. – Награда за международни проучвания в областта на професионалната практика на Американското дружество за обучение и развитие.
- 1999 г. – Business magazine го поставя в класацията топ 5 мениджмънт консултанти заедно с имена като Майкъл Портър, Том Питърс и Едуард де Боно[7].
- 2011 г. – Обявен е от HR Magazine за един от 20-те най-влиятелни умове в сферата на човешките ресурси.
- 2011 г. и 2013 г. – Участва в класацията на Thinkers50 за най-влиятелните живи мениджмънт умове.[8]